# Gabriel Gómez
Gabriel Jaime Gómez Jaramillo (født 8. december 1959 i Medellín, Colombia) er en tidligere colombiansk fodboldspiller (midtbane) og senere -træner.
Gómez tilbragte hele sin 15 år lange karriere i hjemlandet, hvor han blandt andet spillede ti hos Atlético Nacional i hjembyen Medellin. Han havde også ophold hos Millonarios og Independiente Medellín. Hos Atlético Nacional var han med til at vinde tre colombianske mesterskaber, mens det blev til én ligatitel hos Millonarios.
Gómez spillede desuden, mellem 1985 og 1995, 49 kampe og scorede to mål for det colombianske landshold. Han repræsenterede sit land ved både VM i 1990 i Italien og VM i 1994 i USA. Han deltog også ved tre udgaver af Copa América, i 1987 (bronze), 1989 (nr. 6) og 1993 (bronze).
Efter sit karrierestop har Goméz været træner for flere klubber, blandt andet sin gamle klub som aktiv, Atlético Nacional.

## Titler
Categoria Primera A
- 1981, 1991 og 1994 med Atlético Nacional
- 1987 med Millonarios